# Ann-Katrin Tideström
Ann-Katrin Tideström, född 3 augusti 1941 i Stockholm, är en svensk radioproducent och författare. Hon ingick 1981 äktenskap med bildningskonsulenten Bengt Andersson (död 1997).
Tideström, som är dotter till arkitekt Bertil Tideström och Ulla Winckler-Rahtlev, blev filosofie kandidat vid Uppsala universitet 1965. Hon var lektör och journalist i Stockholm 1964–1965, redaktör på Forum bokförlag 1965, lärare i Söderhamn 1966–1967 och anställd vid Sveriges Radio/TRU, sedermera Utbildningsradion, från 1968. Hon har utgivit studiematerialet Bygd i förvandling (1970),  antologierna Norrbotten berättar (1–2, 1972–1975), Skrivarkursen (1982), Solvarv med Dans i Nord (2003), Tre vägar - från Norrfjärden - till Afrika (2005), Inga på Plattan (2010) och Som vi skrattat där i bönhuset (2013). År 2017 emottog hon Region Norrbottens Heders- och förtjänststipendium.